# Ramón Zorrilla
Ramón Zorrilla del Árbol (Zamora, provincia de Zamora, 1819 -?) fue un político liberal español del siglo XIX, hermano del también político y magistrado Miguel Zorrilla del Árbol. 

## Biografía
Perteneciente a una familia de industriales vinateros y de fuerte vinculación y compromiso liberal en la ciudad de Zamora, desde muy joven milita ya como miembro de la Milicia Nacional en la ciudad del romancero. Tras ejercer diversos cargos públicos durante la década moderada, el triunfo de la Revolución de 1854 lo lleva a ser nombrado alcalde de la ciudad. Poco después el gobierno lo nombra comisionado de la venta de bienes nacionales en la provincia, puesto desde el que imupulsa el proceso desamortizador en la misma.
Militante del Partido Progresista resultará elegido diputado durante el gobierno largo de O´Donnell.
Zorrilla fue radicalizando su militancia progresista con los años, militando durante los años del Sexenio Democrático en el Partido Radical de Manuel Ruiz Zorrilla.
Tras la restauración borbónica, siguió militando en política, siempre en ámbitos progresistas. Alcalde de nuevo en la ciudad de Zamora, sus últimos años estuvieron marcados por su evolución hacia posiciones republicanas.